# Hymenodictyon antakaranensis
Hymenodictyon antakaranensis là một loài thực vật có hoa trong họ Thiến thảo. Loài này được Razafim. & B.Bremer mô tả khoa học đầu tiên năm 2006.